# لانتانا مونتيفيديوية
لانتانا مونتيفيديوية (الاسم العلمي: Lantana montevidensis) هي نوع نباتي يتبع جنس اللانتانا من فصيلة اللويزية.